# Ariana Grande
Ariana Grande-Butera (sinh ngày 26 tháng 6 năm 1993), thường được biết đến với nghệ danh Ariana Grande, là một nữ ca sĩ, nhạc sĩ và diễn viên, doanh nhân người Mỹ. Là một ca sĩ nổi tiếng có tầm ảnh hưởng và thường được coi là biểu tượng nhạc pop, cô được chú ý nhờ sở hữu quãng giọng 4 quãng tám và giọng sáo, cô đã nhận được nhiều lời khen ngợi từ giới phê bình. Cô đã nhận được nhiều giải thưởng trong suốt sự nghiệp của mình, bao gồm 2 giải Grammy Awards, 1 giải Brit Awards, 1 giải Bambi Award, 2 giải Billboard Music Awards, 3 giải American Music Awards, 9 giải MTV Video Music Awards và 30 kỷ lục Guinness thế giới.
Grande bắt đầu sự nghiệp ở tuổi 15 trên sân khấu Broadway năm 2008 với vai Charlotte trong vở nhạc kịch 13. Cô trở nên nổi tiếng nhờ đóng vai Cat Valentine trong các phim hài kịch tình huống Victorious, ICarly và Sam & Cat của hãng Nickelodeon. Grande đã kí hợp đồng với Republic Records vào năm 2011 sau khi giám đốc điều hành của hãng xem các video cover các bài hát trên YouTube của cô ấy. Album đầu tay của cô ấy mang âm hưởng pop và R&B chịu ảnh hưởng của doo-wop thập niên 1950,Yours Truly (2013), đứng đầu bảng xếp hạng Billboard 200 của Hoa Kỳ, đĩa đơn chính của album "The Way" lọt vào top 10 trên bảng xếp hạng Billboard Hot 100 của Hoa Kỳ. Giọng hát và cách cô ấy thể hiện đã được đánh giá rất cao trong album và được so sánh với Mariah Carey. Sau đó Grande đã nhận được giải thưởng nghệ đột phá của năm từ Music Business Association cho những thành tựu đạt được của mình trong suốt năm 2013.
Grande tiếp tục gắn liền với nhạc pop và R&B trong album phòng thu thứ hai và thứ ba, My Everything (2014) và Dangerous Woman (2016). My Everything đã mang phong cách EDM và đạt được thành công toàn cầu với các đĩa đơn "Problem", "Break Free" và "Bang Bang", trong khi đó Dangerous Woman trở thành album đầu tiên trong số 4 album quán quân liên tiếp của cô tại Anh. Album phòng thu thứ tư và thứ năm của cô ảnh hưởng bởi nhạc trap, Sweetener (2018) và Thank U, Next (2019), cả hai đều đạt thành công về mặt thương mại và phê bình, Sweetener giành giải Grammy cho Album giọng pop xuất sắc nhất và Thank U, Next đã phá kỉ lục về tuần phát trực tuyến lớn nhất cho một album nhạc pop và được đề cử giải Grammy cho Album của năm. Các đĩa đơn "Thank U, Next", "7 Rings" và "Break Up with Your Girlfriend, I'm Bored" đã đưa Grande trở thành nghệ sĩ solo đầu tiên đồng thời giữ ba vị trí hàng đầu trên Hot 100 và là người phụ nữ đầu tiên thành công đứng đầu UK Singles Chart. Sự hợp tác năm 2020 của cô "Stuck with U" với Justin Bieber và "Rain on Me" với Lady Gaga đã giúp cô ấy phá kỷ lục về số lần ra mắt quán quân nhiều nhất trên Hot 100, sau đó "Rain on Me" đã giành được giải Grammy cho Trình diễn song tấu hoặc nhóm nhạc giọng pop xuất sắc nhất. Grande tiếp tục phát triển nhạc trap với album thứ sáu của cô ấy, Positions (2020) cả album và đĩa đơn chính của cô đều đứng đầu ở Anh và Mỹ. Sự hợp tác của cô với The Weeknd trong các bản phối lại của "Save Your Tears" và "Die For You" lần lượt mang về cho cô đĩa đơn quán quân thứ sáu thứ và bảy tại Hoa Kỳ.
Grande là một trong những nghệ sĩ âm nhạc bán đĩa nhạc chạy nhất thế giới, cô ấy đã bán được hơn 90 triệu đĩa trên toàn thế giới và tất cả các album phòng thu của cô ấy đã được chứng nhận đĩa bạch kim hoặc cao hơn bởi RIAA. Cô ấy cũng phá vỡ nhiều kỷ lục của bảng xếp hạng Billboard Hot 100, với các album, bài hát tư cách là một nghệ sĩ. Grande là nữ nghệ sĩ được phát trực tuyến nhiều nhất mọi thời đại trên Spotify và Apple Music, nữ nghệ sĩ được theo dõi nhiều nhất trên Spotify và là nữ nghệ sĩ solo được đăng kí trên YouTube. Chín bài hát và bảy video âm nhạc của Grande đạt 1 tỷ lượt nghe và xem trên Spotify và Vevo. Grande đã xuất hiện trong danh sách 100 người có ảnh hưởng nhất thế giới hàng năm của Time (2016 và 2019) và danh sách 100 người nổi tiếng quyền lực nhất thế giới theo Forbes (2019-2020). Grande được vinh danh là Người phụ nữ của năm (2018), Ngôi sao nhạc pop vĩ đại nhất của năm 2019 và là nữ nghệ sĩ thành công nhất ra mắt vào những năm 2010 bởi Billboard. Hơn nữa, Rolling Stone đã xếp cô ấy vào danh sách 200 ca sĩ vị đại nhất mọi thời đại (2023). Bên cạnh âm nhạc, Grande đã làm việc với nhiều tổ chức từ thiện và những người ủng hộ quyền động vật, sức khỏe tâm thần và bình đẳng giới, quyền LGBT. Grande cũng lấn sang kinh doanh mỹ phẩm và thời trang. Grande có một lượng người theo dõi lớn trên mạng xã hội, cô ấy đã trở thành người phụ nữ được theo dõi nhiều nhất trên Instagram vào năm 2019 và có hơn 370 triệu người theo dõi tính đến năm 2023. Dòng nước hoa của cô ấy, được phát hành vào năm 2015, đã vượt doanh thu 1 tỷ đô la cho đến năm 2022.

## Cuộc sống thời nhỏ
Ariana Grande-Butera sinh ngày 26 tháng 6 năm 1993 tại Boca Raton, Florida. Cô là con gái Joan Grande sinh ra ở Brooklyn, CEO của Hose-McCann Communications, một nhà sản xuất thiết bị liên lạc và an toàn thuộc sở hữu của gia đình Grande từ năm 1964, và Edward Butera, một nhà thiết kế đồ hoạ chủ công ty ở Boca Raton. Grande là người gốc Ý từ Silicia và Abruzzo. Cô có một anh trai cùng mẹ khác cha, Frankie Grande là một nghệ sĩ, nhà sản xuất âm nhạc, diễn viên và vũ công. Gia đình cô chuyển từ New York đến Florida trước khi cô sinh ra, và cha mẹ cô ly thân khi cô mới 8 hoặc 9 tuổi. Grande có mối quan hệ thân thiết với bà ngoại của cô, Marjorie Grande.
Khi bố mẹ cô là người giữ vé mùa giải Florida Panthers, cô đã vô tình bị những quả bóng khúc côn cầu đánh vào cổ tay vào hai lần khác nhau vào năm 1998, cả hai đều bị bầm tím nhẹ. Lần thứ hai xảy ra trong trận đấu khai mạc mùa giải thường xuyên của Panthers tại Trung tâm cho thuê ô tô quốc gia vào ngày 9 tháng 10 năm 1998, trong đó cô ấy là đứa trẻ đầu tiên cưỡi Zamboni trong đấu trường. Một bức ảnh của cô ấy trên Zamboni đã được đăng trên South Florida Sunsentinal vào ngày hôm sau. Vào năm 8 tuổi, cô đã hát "The Star-Spangled Banner" trong trận đấu trên sân nhà của Panthers với Chicago Blackhawks vào ngày 16 tháng 1 năm 2002.
Khi còn nhỏ, Grande đã biểu diễn với Nhà hát thiếu nhi tại Fort Lauderdale, đóng vai đầu tiên là nhân vật chính trong vở nhạc kịch Annie. Cô cũng đã biểu diễn trong các tác phẩm là The Wizard of Oz và Beauty and the Beast. Năm 8 tuổi, cô biểu diễn tại một phòng hát karaoke trên một con tàu du lịch với nhiều dàn nhạc khác nhau như South Florida's Philharmonic, Florida Sunshine Pops và Symphonic Orchestras. Trong thời gian này, cô theo học trường Pine Crest và sau đó là North Broward Preparatory.

## Sự nghiệp

### 2001–2012: Khởi đầu sự nghiệp và Nickelodeon

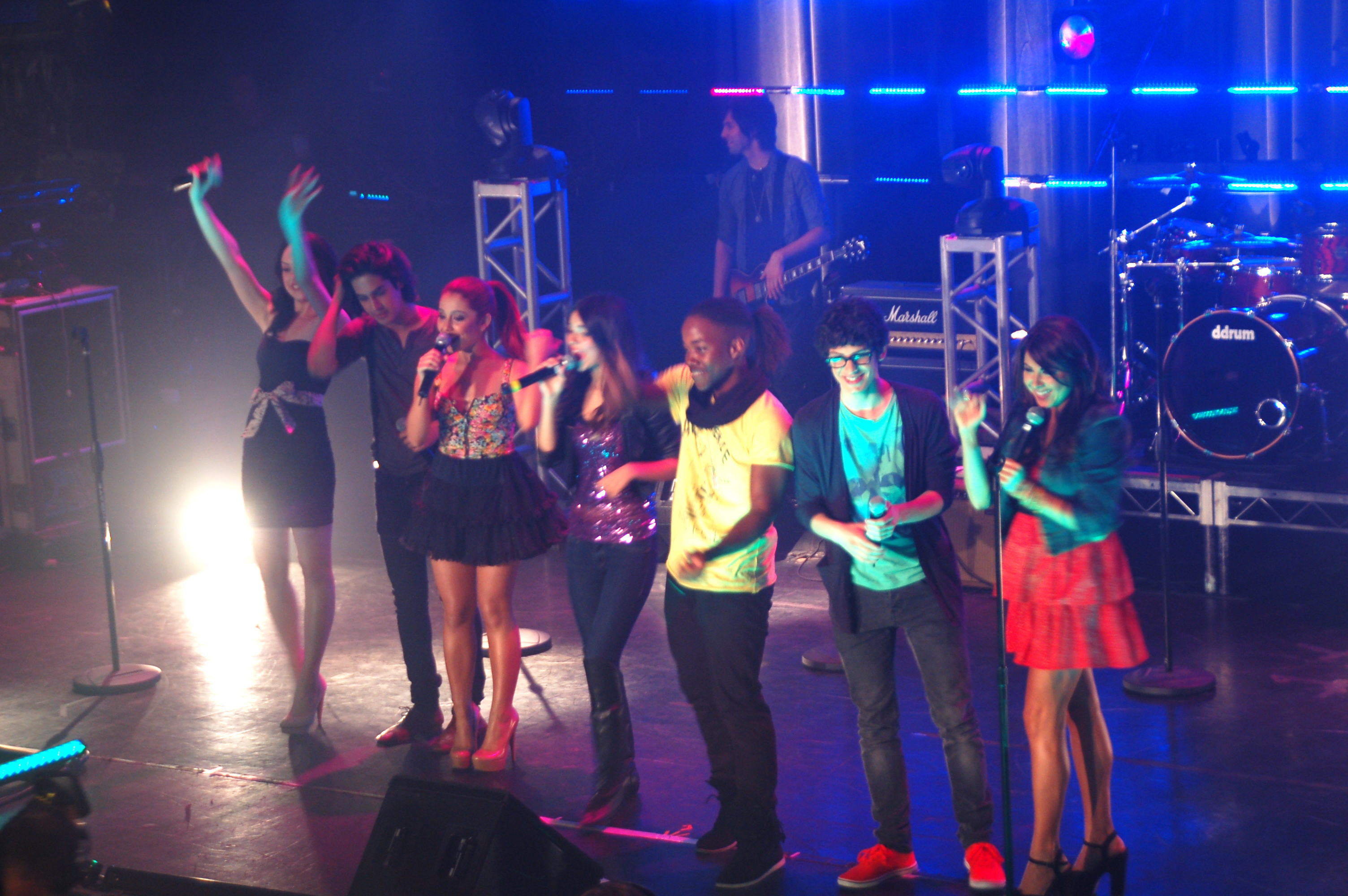
Grande biểu diễn cùng dàn diễn viên của Victorious.

Đến năm 13 tuổi, Grande bắt đầu nghiêm túc theo đuổi sự nghiệp âm nhạc, mặc dù cô vẫn tập trung vào sân khấu. Khi lần đầu tiên đến Los Angeles để gặp gỡ những người quản lý của mình, ô bày tỏ mong muốn thu âm một album R&B "Tôi đã nghĩ, tôi muốn làm một album R&B", họ nói "Um, đó là một mục tiêu khá tối tắm! Ai sẽ mua album R&B của một đứa trẻ 14 tuổi?!" Năm 2008, Grande được chọn vào vai hoạt náo viên Charlotte trong vở nhạc kịch Broadway13.  Khi tham gia vở nhạc kịch, Grande rời North Broward Preparatory School, nhưng vẫn tiếp tục được học tiếp, nhà trường đã gửi tài liệu cho cô ấy để học với gia sư. Cô cũng hát nhiều lần tại câu lạc bộ nhạc jazz Birdland tại thành phố New York.
Grande đã được chọn tham gia chương trình truyền hình của hãng Nickelodeon Victorious với bạn diễn cùng với vở nhạc kịch 13 Elizabeth Gillies vào năm 2009. Trong bộ phim sitcom lấy bối cảnh tại trường trung học nghệ thuật biểu diễn cô đóng vai Cat Valentine "đáng yêu". Cô phải nhuộm tóc đỏ hai tuần một lần cho vai diễn, khiến tóc cô bị hư tổn nghiêm trọng. Chương trình được công chiếu lần đầu vào tháng 3 năm 2010 với lượng khán giả lớn thứ hai đối với loạt phim người thật đóng ở Nickelodeon, với 5,7 triệu người xem. Vai diễn đã giúp Grande vụt lên thành thần tượng teen nhưng cô ấy quan tâm nhiều hơn đến sự nghiệp âm nhạc, cô nói rằng diễn xuất là "thú vị, nhưng âm nhạc luôn là ưu tiên hàng đầu đối với tôi". Vai diễn của cô được so sánh với "Màn diễn xuất bất hạnh tại Clueless của Brittany Murphy" và được mô tả là "rất dễ gây ấn tượng và dễ bị lay động" nhưng "nhìn chung là ngọt ngào".

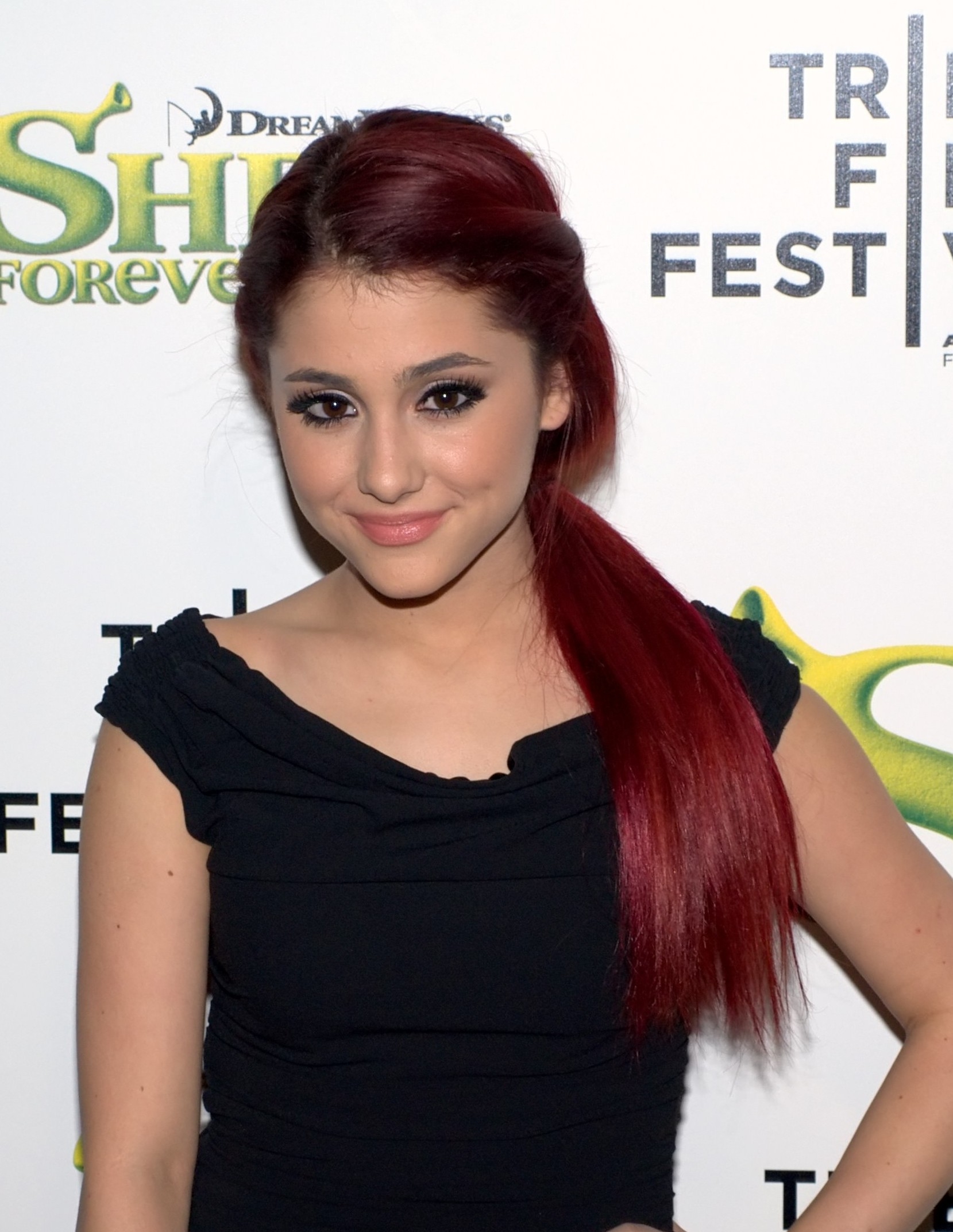
Grande tại Liên hoan phim Tribeca 2010

Sau mùa đầu tiên của Victorious kết thúc, Grande muốn tập trung vào sự nghiệp âm nhạc của mình và bắt đầu thực hiện album đầu tay vào tháng 8 năm 2010. Để trau dồi giọng hát của mình, cô bắt đầu làm việc với huấn luyện viên thanh nhạc Eric Vetro. Phần thứ hai được công chiếu vào tháng 4 năm 2011 với 6,2 triệu người xem, trở thành phần phim có tỷ suất người xem cao nhất của chương trình. Tháng 5 năm 2011, Grande xuất hiện trong video của Greyson Chance cho bài hát "Unfriend You" từ album Hold on 'til the Night (2011) của anh, đóng vai người yêu cũ của anh. Cô xuất hiện lần đầu trong ca khúc "Give it Up" từ nhạc phim Victorious vào tháng 8 năm 2011. Grande đã thực hiện một số bản thu âm khi cô ấy hát lại các bài hát của Adele, Whitney Houston và Mariah Carey, rồi đăng chúng lên YouTube. Một người bạn của Monte Lipman, giám đốc điều hành của Republic Records, đã xem qua một trong các video. Ấn tượng với giọng hát của cô ấy, anh ấy đã gửi các video cho Lipman, người đã ký hợp đồng thu âm với cô ấy. Grande lồng tiếng cho vai chính trong bản lồng tiếng Anh của bộ phim hoạt hình tiếng Tây Ban Nha Snowflake, the White Gorilla vào tháng 11 năm 2011. Từ năm 2011 đến năm 2013, cô lồng tiếng cho vai nàng công chúa Diaspro của Winx Club.
Vào tháng 12 năm 2011, Grande phát hành đĩa đơn đầu tiên "Put Your Hearts Up", được thu âm cho một album nhạc pop tiềm năng dành cho lứa tuổi thanh thiếu niên chưa từng được phát hành. Sau đó cô đã từ chối ca khúc này vì âm thanh bubblegum pop của nó, nói rằng cô ấy không có hứng thú với dòng nhạc thuộc thể loại đó. Bài hát sau đó được chứng nhận Vàng bởi Hiệp hội Công nghiệp Ghi âm Hoa Kỳ (RIAA). Trong phần nhạc phim thứ hai, Victorious 2.0, phát hành vào ngày 5 tháng 6 năm 2012, như một đĩa mở rộng, cô góp giọng trong một phần trong dàn diễn viên của chương trình cho bài hát "5 Fingaz to the Face". Phần nhạc phim thứ ba cũng là cuối cùng, Victorious 3.0, được phát hành vào ngày 6 tháng 11 năm 2012, trong đó có một bản song ca của Grande với Victoria Justice mang tên "LA Boyz", với một video âm nhạc đi cùng được phất hành ngay sau đó. Vào tháng 12 năm 2012, Grande hợp tác trong phiên bản đĩa đơn của "Popular Song", một bản song ca với ca sĩ kiêm nhạc sĩ người Anh Mika.
Sau bốn mùa, Victorious không được đổi mới nội dung, với phần cuối được phát sóng vào tháng 2 năm 2013. Grande đóng vai Bạch Tuyết trong vở nhạc kịch theo phong cách kịch câm A Snow White Christmas với Charlene Tilton và Neil Patrick Harris tại Pasadena Playhouse. Cô đóng vai Amanda Benson trong Swindle, một bộ phim năm 2013 của Nickelodeon chuyển thể từ cuốn sách thiếu nhi cùng tên. Trong khi đó, Nickelodeon tạo ra Sam & Cat, ICarly và phần phụ Victorious có sự tham gia của Jennette McCurdy và Grande. Grande và McCurdy thể hiện vai diễn Cat Valentine và Sam Puckett của họ trong bộ phim sitcom về tình bạn, bộ phim ghép các nhân vật là bạn cùng phòng và lập lên công việc trông trẻ sau giờ học. Một đoạn phim ngắn được phát sóng vào ngày 8 tháng 6 năm 2013 và hãng ngay lập tức chọn bộ phim. Tháng tiếp theo, Nickelodeon tăng gấp đôi 20 tập ban đầu cho phần một, trở thành 40 tập. Mặc dù đạt thành công về mặt rating, loạt phim đã huỷ chiếu sau 35 tập. Tập cuối được phát sóng vào ngày 17 tháng 7 năm 2014.

### 2013–2015:Yours TrulyvàMy Everything

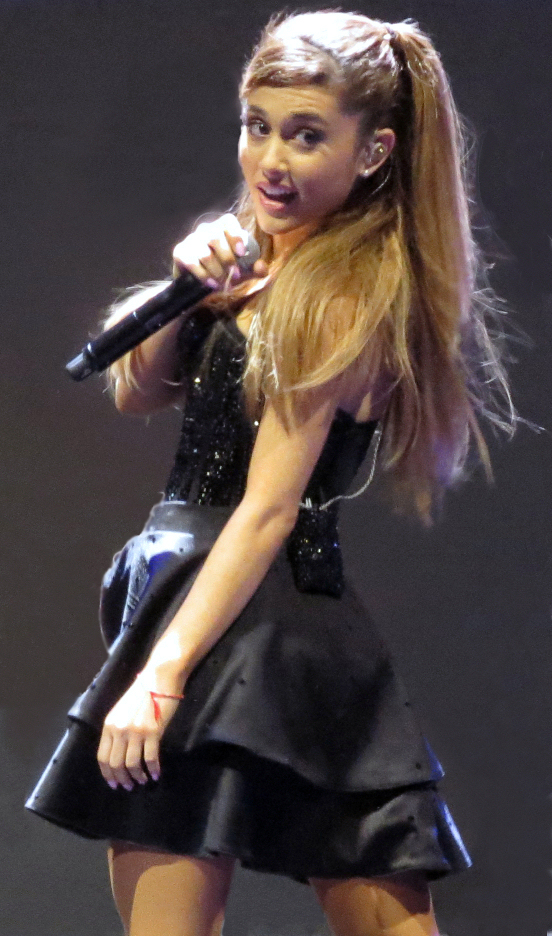
Grande vào năm 2013

Grande hoàn thành album phòng thu đầu tay của mình Yours Truly, có tên ban đầu là Daydreamin', trong hơn ba năm. Album được phát hành vào ngày 30 tháng 8 năm 2013, ra mắt ở vị trí số một trên bảng xếp hạng album Billboard 200 của Hoa Kỳ, với 138.000 bản được bán ra trong tuần đầu tiên.Yours Truly cũng ra mắt trong top 10 của một số quốc gia khác bao gồm Úc, Vương quốc Anh, Ireland, và Hà Lan. Đĩa đơn chính, "The Way", hợp tác với rapper Mac Miller, ra mắt ở vị trí ở vị trí thứ mười trên Billboard Hot 100 của Hoa Kỳ, cuối cùng đạt vị trí thứ chín trong hai tuần. Grande sau đó bị Minder Music kiện vì sao chép câu "What we got do right here is go back, back in time" từ bài hát "Troglodyte (Cave Man)" năm 1972 của The Jimmy Castor Bunch. Đĩa đơn thứ hai của album "Baby I", được phát hành vào ngày 22 tháng 7 năm 2013. Đĩa đơn thứ ba của album "Right There", được hợp tác với rapper Big Sean, được phát hành vào tháng 8 năm 2013. Cả hai lần lượt đạt vị trí 21 và 84 trên bảng xếp hạng Billboard Hot 100.
Grande đã thu âm bản song ca "Almost Is Never Enough" với Nathan Sykes của The Wanted, được phát hành dưới dạng đĩa đơn quảng cáo vào tháng 8 năm 2013. Cô cũng tham gia cùng Justin Bieber trong Believe Tour của anh ấy trong ba buổi biểu diễn và khởi động chuyến lưu diễn nhỏ gây chú ý của riêng cô, The Listening Sessions. Tháng tiếp theo, tạp chí Billboard xếp Grande ở vị trí thứ 4 trong danh sách "Music's Hottest Minors 2013", bảng xếp hạng thường niên dành cho những nhạc sĩ nổi tiếng nhất dưới 21 tuổi. Tại Giải thưởng Âm nhạc Mỹ năm 2013, đạt giải thưởng Nghệ sĩ mới của năm. Cô phát hành EP Giáng sinh gồm bốn bài hát, Christmas Kisses vào tháng 12 năm 2013. Grande đã nhận được giải thưởng Nghệ sĩ đột phá của năm từ Music Business Association, công nhận những thành tựu của cô trong suốt năm 2013. Vào tháng 1 năm 2014, Grande bắt đầu thu âm album phòng thu thứ hai của mình, với ca sĩ kiêm nhạc sĩ Ryan Tedder và các nhà sản xuất thu âm Benny Blanco và Max Martin. Cùng tháng đó, cô đạt giải thưởng Nghệ sĩ đột phá được yêu thích nhất tại People's Choice Awards 2014. Tháng 3 năm 2014, Grande hát một buổi hoà nhạc tại Nhà Trắng, "Women of Soul: In Performance at the White House" (tâm hồn của người phụ nữ: trong buổi biểu diễn ở Nhà Trắng). Tháng sau, Tổng thống Barack Obama và Đệ nhất phu nhân Michelle Obama mời Grande một lần nữa biểu diễn tại Nhà Trắng cho sự kiện Lăn trứng Phục sinh.
Grande phát hành album phòng thu thứ hai My Everything vào ngày 25 tháng 8 năm 2014 và ra mắt ở vị trí quán quân trên bảng xếp hạng Billboard 200. Đĩa đơn chính "Problem" với sự góp mặt của rapper người Úc Iggy Azalea và được công chiều lần đầu tại 2013 Radio Disney Music Awards vào ngày 26 tháng 4 năm 2014. Bài hát ra mắt ở vị trí thứ ba (cuối cùng leo lên vị trí thứ 2) trên Billboard Hot 100. Đĩa đơn thứ hai của album, "Break Free", hợp tác với nhạc sĩ kiêm nhà sản xuất người Đức Zedd, đạt vị trí thứ tư tại Hoa Kỳ. Cô ấy đã biểu diễn bài hát nay trong phần mở đầu của 2014 MTV Video Music Awards và giành giải Video Pop hay nhất cho "Problem".Rolling Stone xếp bài hát này ở vị trí 40 trong danh sách 50 bài hát LGBTQ truyền cảm hứng nhất mọi thời đại. Grande và Nicki Minaj với tư cách là khách mời góp giọng trong "Bang Bang", đĩa đơn chính từ album Sweet Talker của Jessie J, đạt vị trí số một tại Anh và đạt vị trí thứ ba tại Hoa Kỳ. Với các đĩa đơn "Problem", "Break Free" và "Bang Bang", Grande kết hợp với Adele với tư cách là nữ nghệ sĩ duy nhất có ba đĩa đơn lọt vào top 10 đồng thời trên Billboard Hot 100 với tư cách là nghệ sĩ chính.

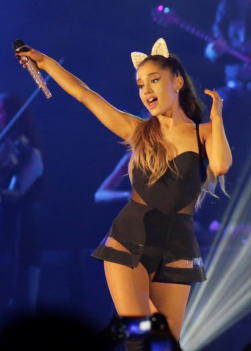
Grande biểu diễn trong The Honeymoon Tour năm 2015

Grande là nghệ sĩ âm nhạc biểu diễn trên Saturday Night Live, với Chris Pratt là người dẫn chương trình vào ngày 27 tháng 9 năm 2014. Cùng tháng đó, đĩa đơn thứ ba của My Everything, "Love Me Harder", hợp tác với nghệ sĩ thu âm người Canada The Weeknd, được phát hành và đạt vị trí thứ bảy tại Hoa Kỳ. Bài hát trở thành đĩa đơn thứ tư trong top 10 của cô trong năm 2014, nhiều nhất của bất kỳ nghệ sĩ nào trong năm đó. Vào tháng 11 năm 2014, Grande góp giọng vào bài hát "All My Love" của Major Lazer từ album nhạc của bộ phim The Hunger Games: Húng nhại – Phần 1 (2014). Cùng tháng, Grande phát hành một bài hát Giáng sinh có tựa đề "Santa Tell Me" dưới dạng đĩa đơn từ bản phát hành lại EP Giáng sinh đầu tiên của cô, Christmas Kisses (2014).Billboard đã liệt kê đĩa đơn này vào danh sách những bài hát hay nhất mọi thời đại dành cho ngày lễ. Tháng sau, cô xuất hiện trong album thứ ba của Nicki Minaj The Pinkprint, với bài hát "Get On Your Knees". Sau đó, cô phát hành đĩa đơn thứ năm và cũng là đĩa đơn cuối cùng của My Everything, "One Last Time", đạt vị trí thứ mười ba tại Hoa Kỳ.
Vào tháng 2 năm 2015, Grande bắt đầu chuyến lưu diễn vòng quanh thế giới đầu tiên của mình, The Honeymoon Tour, để quảng bá cho My Everything, với các buổi biểu diễn ở Bắc Mỹ, Châu Âu, Châu Á và Nam Mỹ. Grande xuất hiện trong bài hát "Adore" của Cashmere Cat, được phát hành tháng 3 năm 2015. Vào mùa xuân, cô ký hợp đồng độc quyền với Universal Music Publishing Group, bao gồm toàn bộ danh mục âm nhạc của cô. Grande đã quay một tập cho loạt phim truyền hình thực tế Knock Kock Live (2015) của Fox Broadcasting Company, nhưng chương trình đã bị huỷ trước khi tập của cô ấy được phát sóng. Cô cũng đóng vai khách mời trong một số tập của loạt truyền hình hài kinh dị của đài Fox Scream Queens (2015) trong vai Sonya Herfmann/Channel#2 từ tháng 9 đến tháng 11 năm 2015. Cô đã thu âm bản song ca "E Più Ti Penso" với nghệ sĩ thu âm người Ý Andrea Bocelli, được phát hành vào tháng 10 năm 2015 dưới dạng đĩa đơn chính trong album Cinema (2015) của Bocelli, và hát lại bài hát "Zero to Hero", ban đầu từ bộ phim hoạt hình Hercules (1997), cho album tổng hợp We Love Disney (2015). Grande cũng phát hành EP Giáng sinh thứ hai, Christmas & Chill vào tháng 12 năm 2015.

### 2015 - 2017:Dangerous Woman
Grande bắt đầu thu âm các bài hát cho album phòng thu thứ ba của cô, Dangerous Wonman, với tên dự định ban đầu là Moonlight, vào năm 2015. Vào tháng 10 năm đó, có phát hành đĩa đơn "Focus", ban đầu dự định là đĩa đơn chính trong album, bài hát ra mắt ở vị trí thứ bảy trên bảng xếp hạng Billboard Hot 100. Tháng sau, ca sĩ người Mỹ Who Is Fancy đã phát hành đĩa đơn "Boys Like You", có sự góp mặt của Ariana Grande và Meghan Trainor. Cô góp giọng trong bản phối lại của "Over and Over Again", một bài hát của ca sĩ người Anh Nathan Sykes trong album solo đầu tay của anh Unfinished Business, được phát hành vào tháng 1 năm 2016. Grande xuất hiện với tư cách là khách mời trong bộ phim hài Trai đẹp lên sàn với sự tham gia của Ben Stiller và Owen Wilson. Vào tháng 3 năm 2016, Grande phát hành "Dangerous Woman" là đĩa đơn chủ đạo mở đường cho album cùng tên. Đĩa đơn ra mắt ở vị trí thứ mười trên bảng xếp hạng Billboard Hot 100, trở thành nghệ sĩ đầu tiên có đĩa đơn dẫn đầu trong ba album đầu tiên của cô lọt vào top 10.

### 2017: Dangerous Woman Tour, vụ đánh bom chấn động Manchester
Grande khởi động Dangerous Woman Tour vào mùng 3 tháng 2 năm 2017. Theo lịch trình dự kiến, tour diễn sẽ trải dài khắp nước Mỹ rồi sau đó đến Châu Âu vào tháng 5 năm 2017.
Tháng 5, khi tour diễn ra tại châu Âu, cô đã hủy 4 đêm diễn tại Anh và Bỉ. Tháng 6, cô dừng ba đêm nhạc tại Ba Lan, Đức, Thụy Sĩ vì chấn động tâm lý sau vụ khủng bố đánh bom tại Manchester và tuyên bố có thể sẽ giải nghệ tuy nhiên sau vài ngày cô lại thông báo sẽ tiếp tục ca hát trở lại.
Khi tour diễn ra tại châu Á, Ariana có dừng chân tại Việt Nam vào ngày 23 tháng 8 tại Thành phố Hồ Chí Minh để diễn show tại SVĐ Quân khu 7. Nhưng trước 5 giờ lúc sắp biểu diễn, Ariana đã đột ngột hủy show do cô đột ngột sốt. Tuy nhiên, nhiều khán giả tại Việt Nam chỉ trích Ariana không chuyên nghiệp và coi thường fan Việt khi gửi thông báo hủy show qua chức năng story của mạng xã hội Instagram, bởi vì chức năng story chỉ xuất hiện trong vòng 24 tiếng đồng hồ và là chức năng ít được chú ý và coi trọng trong Instagram.

### 2018: Sweetener và vướng mắc đời tư với Mac Miller
Năm 2018, Ariana Grande tiến hành thực hiện album mới lấy cảm hứng từ chính vụ khủng bố chấn động ngay tại concert của mình ở Manchester và hứa hẹn đó sẽ là album được trông ngóng nhất năm. Ngày 20 tháng 4 năm 2018, cô tung ra single mở màn "No Tears Left To Cry" cùng với video ca nhạc ngay sau đó. "No Tears Left To Cry" ra mắt ở vị trí thứ 3 trên Billboard Hot 100 và trở thành đĩa đơn thứ 9 của cô lọt vào top 10 tại Hoa Kỳ, giúp cô trở thành nghệ sỹ đầu tiên ra mắt single đầu tiên từ bốn album đầu tiên đạt top 10. Ca khúc này cũng được Grande trình diễn mở màn lễ trao giải Billboard Music Awards 2018 vào ngày 20 tháng 5 năm 2018 (theo giờ Việt Nam). Ngày 1 tháng 5 năm 2018, Grande tiết lộ tên album trong Tonight Show, nơi cô trình diễn "No Tears Left To Cry" cùng với đĩa đơn quảng cáo kết hợp với rapper Nicki Minaj có tên "The Light Is Coming". Single thứ hai, "God Is a Woman" được phát hành ngày 13 tháng 7 năm 2018 cùng với một MV đầy màu sắc, nghệ thuật cũng như ẩn chứa nhiều thông điệp sâu sắc về xã hội, nữ quyền cũng như về môi trường. Ngày 20 tháng 8 năm 2018 (giờ Việt Nam), Grande có màn trình diễn "God Is a Woman" được đánh giá cao tại lễ trao giải Video Music Awards tại Radio City Music Hall, cùng với sự góp mặt của bà, mẹ và chị họ của mình.
Album được chính thức phát hành ngày 17 tháng 8 năm 2018. Ngay trong ngày đầu tiên phát hành, "Sweetener" đã phá vỡ kỷ lục streaming ngày đầu tiên phát hành trên Spotify với 15,1 triệu lượt nghe và sau đó leo lên vị trí quán quân Billboard 200. Album cho thấy sự trưởng thành trong giọng hát và phong cách âm nhạc của Grande. Một số nhà phê bình cho rằng album này của Ariana Grande như một cú thoát xác khỏi những điều cũ kỹ của dòng nhạc pop đương đại và vương tới cái mới hơn.
Tuy nhiên khi album đang gây được tiếng vang lớn thì vụ tự tử chấn động của Mac Miller, bạn trai cũ của Grande, đã khiến một bộ phận cộng đồng mạng ném đá vào Grande, cho rằng việc cô đính hôn với Pete Davidson là nguyên nhân gây ra vụ tự tử. Grande bị suy sụp về tinh thần và phải tuyên bố tạm dừng sự nghiệp ca hát.

### 2019:Thank U, Next,Don't Call Me Angel

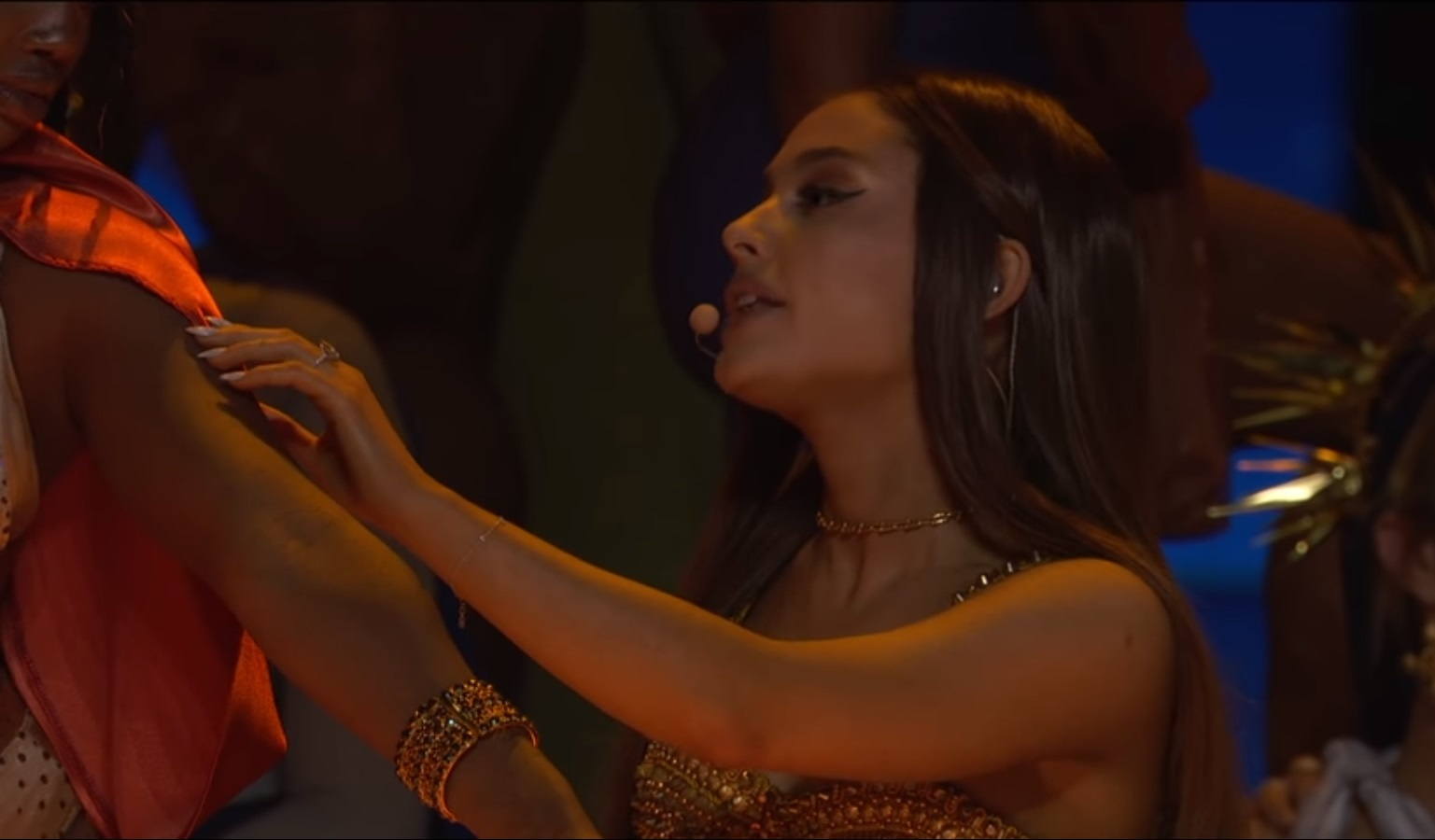
Ariana Grande trình diễn tại Video Music Award 2018.

Ngày 3 tháng 11 năm 2018, đĩa đơn "Thank U, Next" được ra mắt. Sau đó nó đã đạt top 1 tại Mỹ, Anh, Úc, Canada, Estonia, Phần Lan, Hy Lạp, Ireland, Lebanon, Malaysia, New Zealand, Bồ Đào Nha và Singapore, top 10 tại Áo, Bỉ, Cộng hòa Séc, Đan Mạch, Hungary, Iceland, Hà Lan, Na Uy, Slovakia, Thụy Điển và Thụy Sĩ, top 20 tại Pháp và Đức.
"Thank U, Next" cũng đã phá vỡ một số kỷ lục của Youtube và Vevo. Trong vòng 35 phút, MV mới của Grande cán mốc 1 triệu lượt xem. Sau gần 12 tiếng, Thank U, Next đã vượt qua con số 32 triệu lượt xem. Đây cũng là đĩa đơn hạng nhất Billboard Hot 100 đầu tiên của Grande tại Mỹ.
Sau thành công của đĩa đơn "Thank U, Next", album cùng tên Thank U, Next được phát hành ngày 8 tháng 2 năm 2019.
"Break Up with Your Girlfriend, I'm Bored" cũng được phát hành cùng ngày với album, nó đã đạt vị trí số một ở Hy Lạp, Ireland, New Zealand, Slovakia và Vương quốc Anh. Ở Mỹ, "Break Up with Your Girlfriend, I'm Bored" đạt top 2 Billboard Hot 100.
Nối tiếp thành công, đĩa đơn "7 Rings" đạt top 1 Billboard Hot 100, nó trở thành đĩa đơn số 1 của cô và đã trải qua 8 tuần không liên tiếp ở vị trí số một. Bài hát này cũng đứng đầu các bảng xếp hạng ở một số quốc gia: Úc, Canada, Cộng hòa Séc, Estonia, Phần Lan, Hy Lạp, Hungary, Iceland, Ireland, Israel, Malaysia, New Zealand, Na Uy, Bồ Đào Nha, Singapore, Slovakia, Thụy Điển, Thụy Sĩ và Vương quốc Anh, và lọt vào top 10 tại Áo, Bỉ, Đan Mạch, Pháp, Đức, Ý, Lebanon, Mexico, Hà Lan và Tây Ban Nha.
Ngày 13 tháng 9 năm 2019, Ariana Grande cùng Miley Cyrus, Lana Del Rey chính thức tung MV mới cho ca khúc Don't Call Me Angel, MV được đạo diễn bởi Hannah Lux Davis - người đồng hành Ariana trong nhiều sản phẩm trước đó như Thank U, Next, 7 Rings, Into You...Ca khúc là lần đầu ba ca sĩ cùng hợp tác trong một dự án âm nhạc.

### 2020 -2021:Positions
Vào tháng 1 năm 2020, Grande nhận được nhiều đề cử tại Giải thưởng âm nhạc iHeartRadio 2020, bao gồm cả Nữ nghệ sĩ của năm. Tháng sau, cô là khách mời trong mùa thứ hai của loạt phim truyền hình Mỹ Kidding, với sự tham gia Jim Carrey. Grande và Justin Bieber đã có màn hợp tác với bài hát có tựa đề "Stuck with U" vào ngày tháng 5 năm 2020, số tiền thu được từ bài hát được quyên góp cho First Responders Children's Foundation do Đại dịch COVID-19. Bài hát ra mắt với vị trí số một trên Billboard Hot 100, trở thành đĩa đơn đứng đầu bảng xếp hạng thứ ba của Grande. Cô cũng phát hành bản hợp tác với Lady Gaga là bài hát "Rain on Me", là đĩa đơn thứ hai trong album phòng thu thứ sáu của Gaga,Chromatica. Bài hát cũng ra mắt với vị trí số một trên Billboard Hot 100, trở thành đĩa đơn đứng đầu thứ tư của Grande và giúp Grande phá kỷ lục số lần ra mắt nhiều nhất trên bảng xếp hạng đó. Bài hát giành được Giải Grammy cho Trình diễn song tấu hoặc nhóm nhạc pop xuất sắc nhất tại lễ trao Giải Grammy lần thứ 63. Năm 2020, Grande trở thành người phụ nữ có thu nhập cao nhất trong lĩnh vực âm nhạc trong danh sách 100 người nổi tiếng năm 2020 của Forbes, đứng thứ 17 với 72 triệu đô la. Tại lễ trao giải Video âm nhạc của MTV năm 2020, cô được đề cử 9 giải thưởng cho cả "Stuck with U" (với Bieber), "Rain on Me" (với Gaga). Sau đó, Grande đã nhận được đề cử thứ ba liên tiếp cho Video âm nhạc của năm. Cô đã giành được bốn giải thưởng, bao gồm Bài hát của năm cho "Rain on Me".
Album phòng thu thứ sáu của Grande, Positions được phát hành vào ngày 30 tháng 10 năm 2020. Nó đứng đầu bảng xếp hạng Billboard 200, trở thành album quán quân thứ năm của Grande. Đĩa đơn chính cùng tên được phát hành vào ngày 23 tháng 10. Nó ra mắt với vị trí đứng đầu trên bảng xếp hạng Billboard Hot 100, trở thành đĩa đơn đứng đầu bảng xếp hạng thứ năm của Grande và phá vỡ nhiều kỉ lục. Cùng với việc phát hành Positions, bài hát trong album "34 + 35" được coi là đĩa đơn thứ hai trong album. Bài hát ra mắt với vị trí số 8. Grande ra mắt bản remix "34 + 35" với sự góp mặt của các rapper người Mỹ Doja Cat và Megan Thee Stallion vào ngày 15 tháng 1 năm 2021. Bản remix đã giúp bài hát đạt vị trí thứ hai, bài hát có thứ hạng cao nhất được ghi nhận cho ba hoặc nhiều nữ nghệ sĩ solo trên Hot 100 kể từ "Lady Marmalade" của Christina Aguilera, Mýa, Pink và Lil' Kim vào năm 2001. Grande được vinh danh là nghệ sĩ có nhiều lượt phát nhất trên các đài của IHeartRadio vào năm 2021, đạt 2,6 tỷ khán giả.
Vào ngày 14 tháng 10 năm 2020, cô thông báo rằng sẽ xuất hiện cùng với Leonardo DiCaprio, Jennifer Lawrence và Meryl Streep trong phim Đừng nhìn lên của Adam McKay. Bộ phim được phát hành trên dịch vụ phát trực tuyến Netflix, vào ngày 24 tháng 12 năm 2021. Với lượng phát trực tuyến hơn 152 triệu giờ trong một tuần, bộ phim đã phá kỷ lục tuần có lượt xem lớn nhất trong lịch sử Netflix. Để quảng bá cho bộ phim, Grande đã phát hành bài hát "Just Look Up", hợp tác vơi rapper Kid Cudi, vào ngày 3 tháng 12 năm 2021.

## Phong cách âm nhạc
Chất giọng của Grande là giọng lirico soprano với âm vực gồm 4 quãng tám và 1 nốt D3-E7. Cô được xem là một ca sĩ linh hoạt với giọng hát cao và âm vang, sở hữu quãng giọng được so sánh với Mariah Carey và Whitney Houston. Âm nhạc của Grande chủ yếu thuộc thể loại pop và R&B với những yếu tố của funk, dance và hip hop.
Grande chủ yếu chịu ảnh hưởng từ Mariah Carey, India.Arie, Christina Aguilera và Whitney Houston, cũng như ca sĩ, nhạc sĩ người Anh Imogen Heap. Cô từng chia sẻ: "Tôi yêu Mariah Carey. Cô ấy là con người tôi yêu thích nhất trên hành tinh. Và dĩ nhiên cũng là Whitney [Houston]..."

## Đời tư
Từ năm 2012 đến mùa hè năm 2013, Grande đã hẹn hò với Jai Brooks, thành viên nhóm The Janoskians.
Tháng 5 năm 2018, Ariana tuyên bố chia tay với ca sĩ Mac Miller sau gần 2 năm hẹn hò từ tháng 8 năm 2016.
Ngày 11 tháng 6 năm 2018, Ariana Grande bất ngờ tuyên bố đính hôn với diễn viên Pete Davidson chỉ sau 12 ngày hẹn hò. Grande còn viết cả một ca khúc tên Pete Davidson trong album Sweetener.
Ngày 15 tháng 5 năm 2021, Ariana Grande kết hôn với Dalton Gomez nhưng hai người đã ly hôn.

### Hoạt động từ thiện
Lúc 10 tuổi, Grande đồng sáng lập nhóm Kids Who Care tại Nam Florida để biểu diễn ở các sự kiện gây quỹ từ thiện. Nhóm đã quyên góp được 500,000 đô la Mỹ chỉ tính riêng trong năm 2007. Mùa hè năm 2009, với tư cách là thành viên của tổ chức từ thiện Broadway in South Africa, Grande biểu diễn và dạy nhạc cho trẻ em ở Gugulethu, Nam Phi cùng với anh mình. Grande cũng đang hợp tác với Kleenex trong chiến dịch "Shield Sneeze Swish".

## Các phim đã tham gia
| Năm       | Tên phim           | Vai diễn           | Ghi chú                           |
| --------- | ------------------ | ------------------ | --------------------------------- |
| 2009      | The Battery's Down | Bat Mitzvah Riffer | Tập: "Bad Bad News"               |
| 2010–13   | Victorious         | Cat Valentine      | Vai chính                         |
| 2011      | iCarly             | Cat Valentine      | Tập: "iParty with Victorious"     |
| 2011      | Winx Club          | Diaspro            | Lồng tiếng; 4 tập                 |
| 2013–2014 | Sam & Cat          | Cat Valentine      | Vai chính                         |
| 2013      | Swindle            | Amanda Benson      | Vai chính                         |
| 2014      | Family Guy         | Cô con gái người Ý | Tập: "Mom's the Word"; lồng tiếng |
| 2021      | Đừng nhìn lên      | Riley Bina         |                                   |
| 2024      | Wicked             | Glinda Upland      |                                   |

## Sân khấu kịch
| Năm  | Tên vở kịch            | Vai diễn   |
| ---- | ---------------------- | ---------- |
| 2008 | 13                     | Charlotte  |
| 2012 | Cuba Libre             | Miriam     |
| 2012 | A Snow White Christmas | Bạch Tuyết |

## Danh sách đĩa nhạc
- Yours Truly (2013)
- "Christmas Kisses (EP)" (2013)
- My Everything (2014)[148]
- "Christmas & Chill" (2015)
- Dangerous Woman (2016)
- Sweetener (2018)
- Thank U, Next (2019)
- Positions (2020)
- Eternal Sunshine (2024)

## Lưu diễn
- Justin Bieber – Believe Tour (2013) (nghệ sĩ mở màn)
- The Listening Sessions (2013)
- The Honeymoon Tour (2015)
- Dangerous Woman Tour (2017)
- Sweetener World Tour (2019)